# Pyramidella bicolor
Pyramidella bicolor is een slakkensoort uit de familie van de Pyramidellidae. De wetenschappelijke naam van de soort is voor het eerst geldig gepubliceerd in 1854 door Menke.